# 香港警務處國家安全處搜查壹傳媒大樓事件

多名警員進入蘋果日報大樓編採部後，翻閱記者辦公桌上的新聞材料

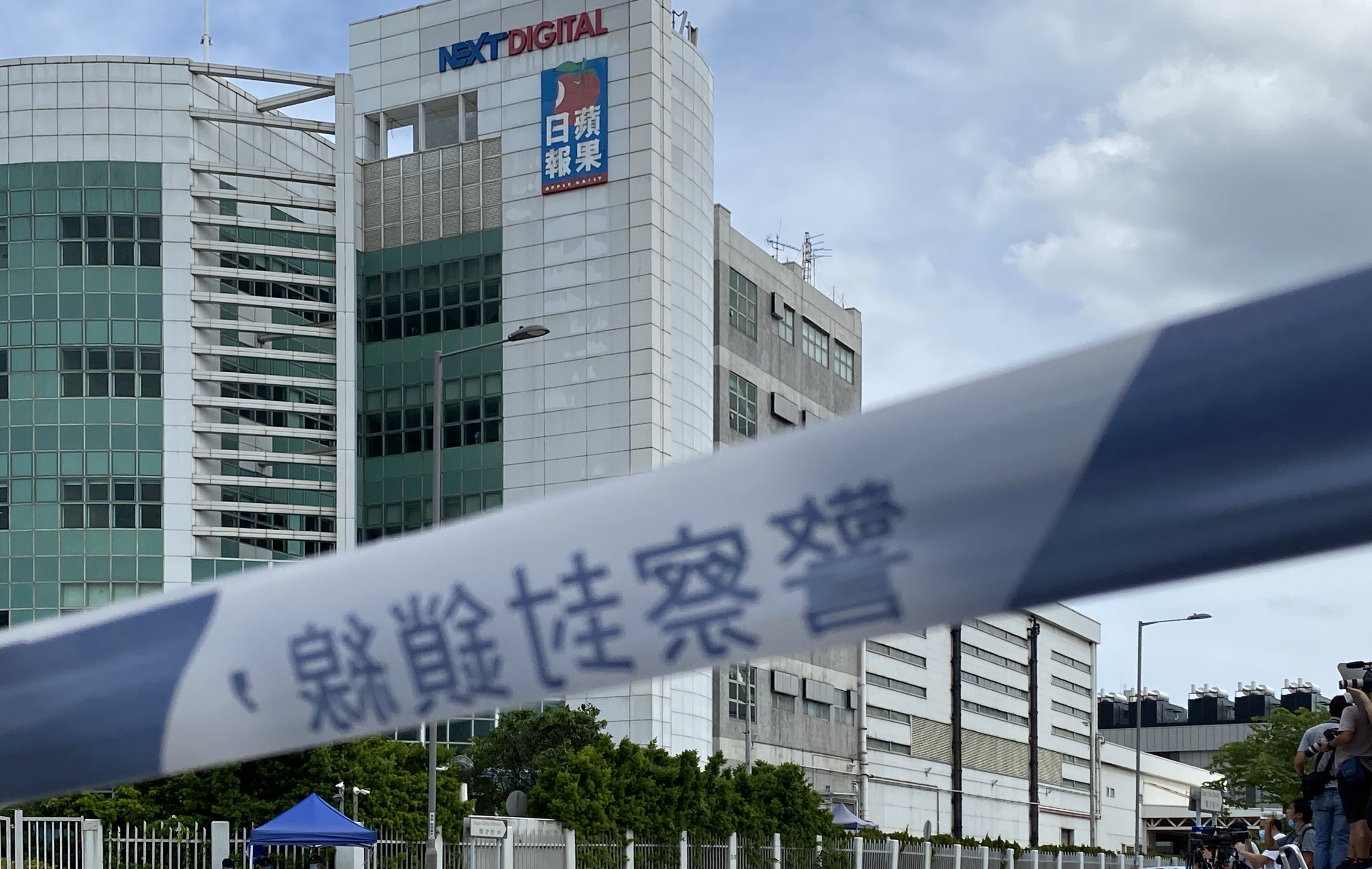
警方在蘋果日報大樓外設封鎖線

香港警務處國家安全處搜查壹傳媒大樓事件（英語：Next Digital raid and arrests）是810大搜捕的一部份，事發於2020年8月10日，香港警務處國家安全處（下簡稱警方國安處）以涉嫌觸犯《港區國安法》中勾结外部势力危害國家安全相關罪名所採取的執法行動。
警方在行動中總共拘捕10人，包括壹傳媒創辦人黎智英及其兩名兒子、四名壹傳媒高級管理人員及三名社運人士周庭、李宗澤、李宇軒的事件。期間警方曾到壹傳媒位於將軍澳創新園的總部大樓進行搜查，引起國際社會廣泛爭議。
其後在2021年6月17日，警方國安處再次以涉嫌觸犯《港區國安法》中勾结外部势力危害國家安全相關罪名採取第二次執法行動。行動中拘捕5名壹傳媒董事。

## 背景與時序

### 港區國安法

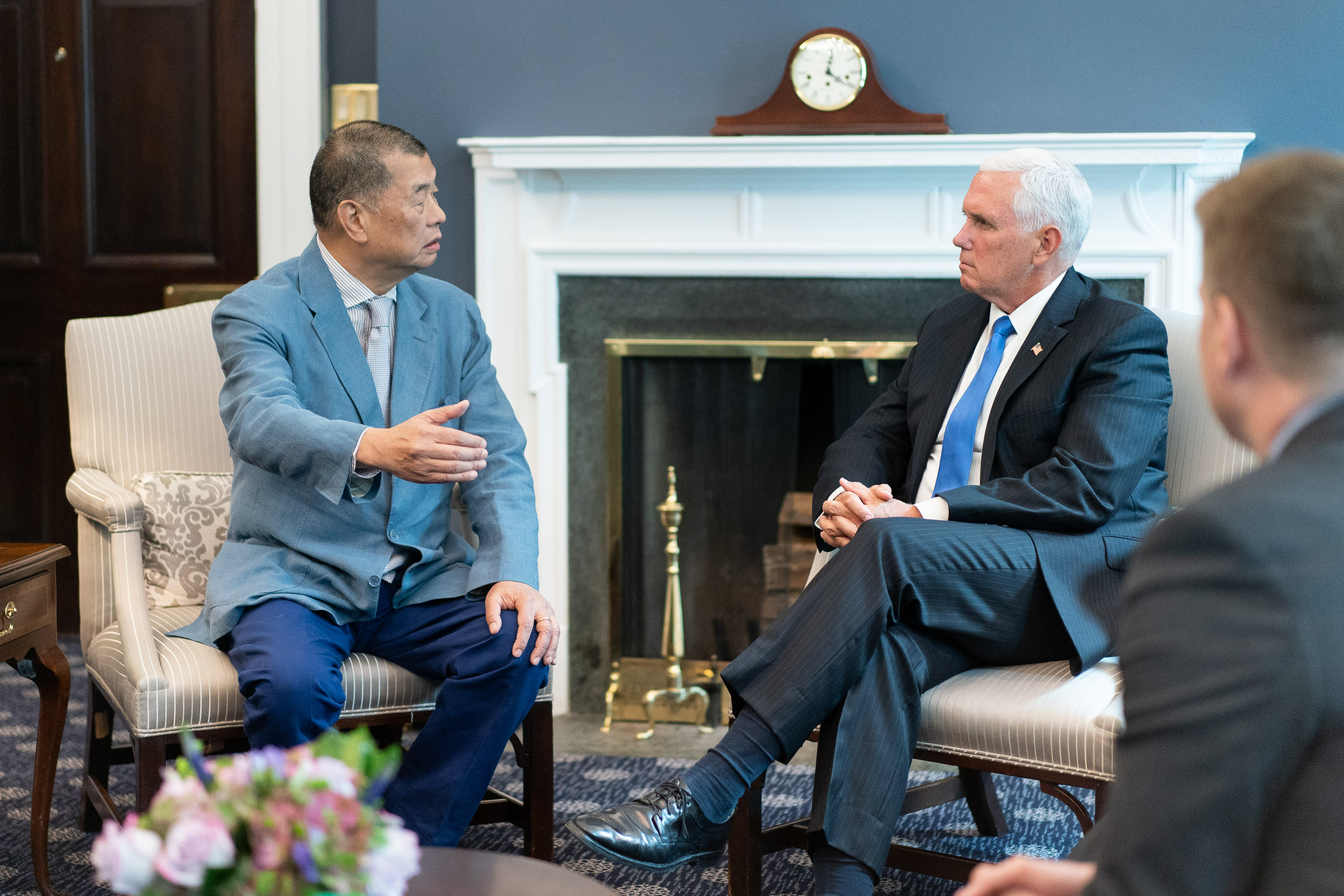
2019年7月，黎智英在白宮會見美國副總統邁克·彭斯。黎智英經常被親北京陣營指責其勾結外國勢力

2020年6月，港區國安法推行在即，整個香港社會鬧得沸沸扬扬，不論民主派或建制派都認為黎智英是很大機會被以港版國安法逮捕的高危人物。黎智英在6月16日接受法新社以及6月29日接受德國之聲的訪問中表示，他已經準備了為香港坐牢並且不會後悔，而他不會離開香港並會戰鬥到最後一天。
2020年6月30日，第十三屆全國人大常委會通過港區國安法並即日實行。
2020年7月，黎智英接受《壹週刊》專訪時抨擊中共制定《香港國安法》，並公開斥責中共總書記習近平是「毛澤東的化身」及「人類有史以來最極端的獨裁者」。

### 美國對香港的制裁
2020年8月7日，美國財政部宣佈已採取行動依法制裁11名「侵犯」人權及「損害」香港自治的中港官員，包括林鄭月娥、鄭若驊、李家超、鄧炳強、盧偉聰、曾國衞、陳國基等人士被外國資產控制辦公室列入專門打擊恐怖份子及國際毒梟的制裁名單（SDN List）。在中非共和國犯下多起強姦與殺戮罪行的軍閥布·西迪·蘇萊曼亦於當日被列入相同制裁名單，並發布該等人士的個人資料以供識別及執行制裁。美國財政部譴責林鄭月娥在2019年試圖通過逃犯條例修訂以及在2020年中推動《香港國安法》中扮演關鍵角色，「施行北京打壓自由和民主程序的政策」。
2020年8月10日，中國公布对等制裁措施，对美国國會議員馬可·魯比歐、泰德·克魯茲、約什·霍利、汤姆·科顿、帕特·圖米、克里斯·史密斯、美国国家民主基金会主席卡尔·格什曼、美國國際事務全國民主研究所主席米德伟、美國国际共和学会主席丹尼尔·特温宁（Daniel Twining）、美國人权观察執行董事肯尼斯·罗斯以及美國自由之家主席迈克尔·阿布拉莫维茨（Michael J. Abramowitz）等11人实施制裁，但由於克魯茲、魯比歐以及史密斯三人在新疆再教育營議題上已被中國制裁過一次，8月10日首次被中國制裁的美國政治人物實際上只有8人。

### 時序
- 2020年8月7日，美國宣佈制裁林鄭月娥等11人。
- 2020年8月10日，中國宣佈制裁11名美國政治人物，當中3人為再度制裁。
- 2020年8月10日（同日），810大搜捕在香港發生。港警國安處搜查壹傳媒大樓並拘捕黎智英。
- 2020年8月11日，美國國土安全部的公告表示，香港出口至美國的商品禁止標籤為「香港製造」，必須標籤為「中國製造」[8][9][10]。
- 2020年8月11日香港時間深夜[11]，港警國安處釋放黎智英，讓其獲得保釋。

## 事件經過

### 2020年8月10日行動

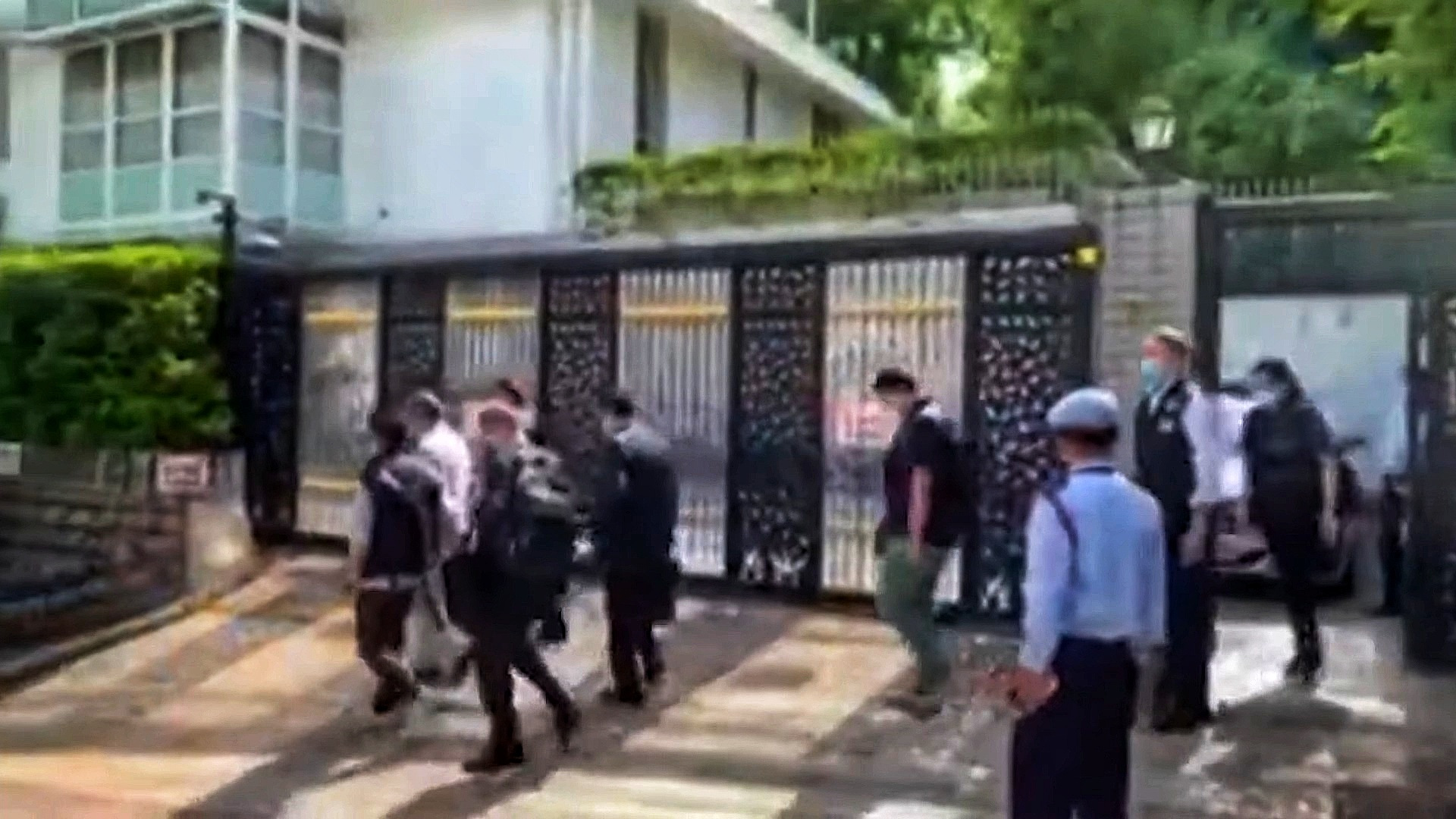
8月10日早上10時許，黎智英（左穿灰白衣者）在何文田寓所被捕

2020年8月10日，警方國安處以涉嫌違反港區國安法等罪名拘捕壹傳媒4名高層，包括公司董事黎智英、行政總裁張劍虹、營運總裁兼財務總裁周達權、行政總監黃偉強及壹傳媒動畫公司總經理吳達光。
4人同涉及串謀欺詐罪，指涉嫌違反地契，於未經香港科技園公司批准的情況下，在將軍澳工業邨廠房經營至少14間獨立公司，涉及不同業務，以欺詐方式獲利有關。而周達權則另涉嫌勾結外國或者境外勢力危害國家安全罪。
此外，警方亦拘捕黎智英的兩名兒子黎見恩及黎耀恩，兩人涉及勾結外國或者境外勢力危害國家安全罪。警方同時亦通緝黎智英助手馬克·西蒙（Mark Simon）。馬克·西蒙在Twitter發文宣佈黎智英涉嫌勾結外國勢力被捕的消息。

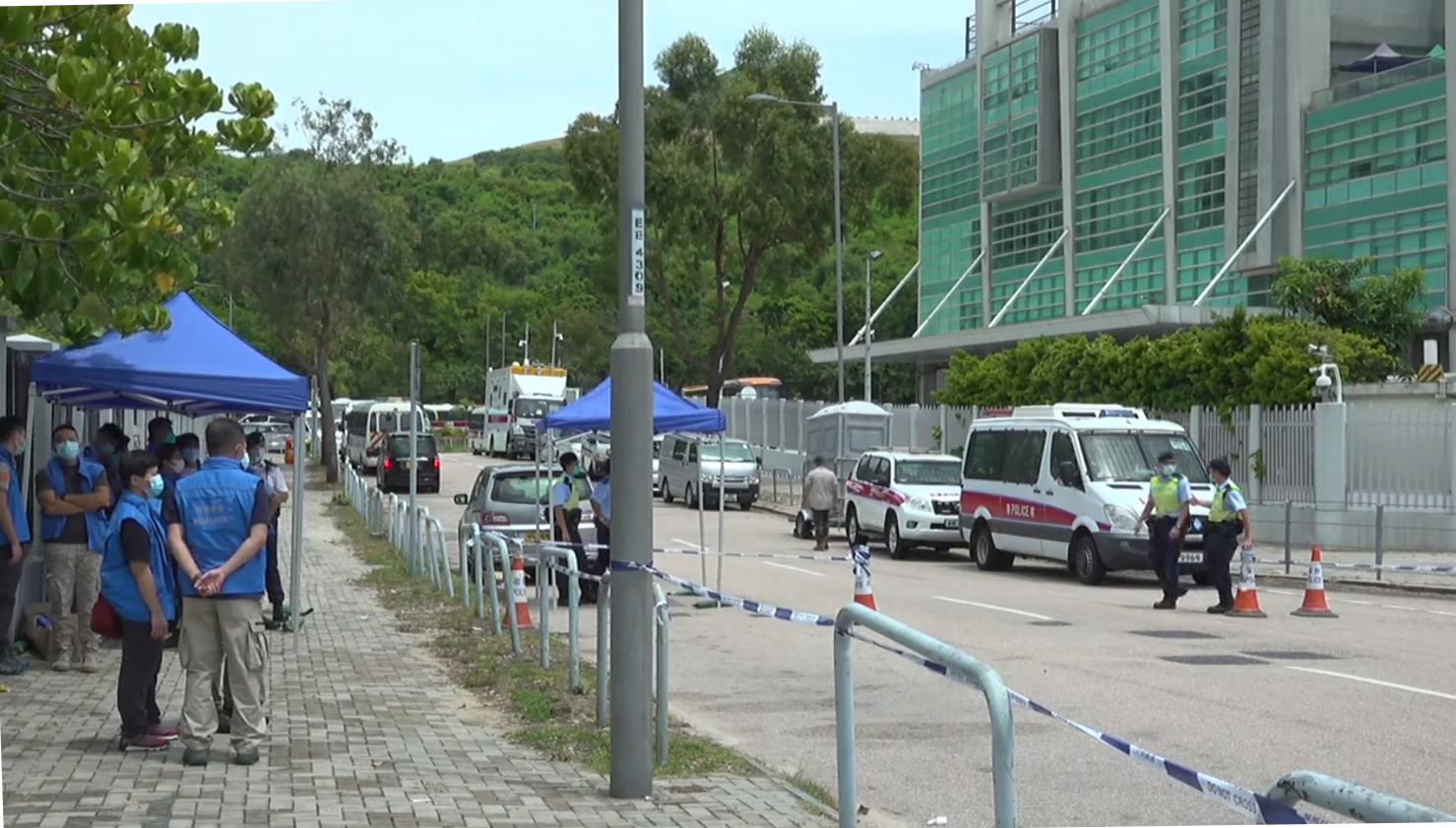
大批警車在蘋果日報大樓外停泊

上午10時，近200名警察機動部隊、刑事及軍裝部警員到達將軍澳蘋果日報大樓進行搜查，《蘋果日報》總編輯羅偉光向警方要求出示搜查令，苹果日报方称但警員未有理會，但事后香港警方在社交媒体上发布声明，稱警方进入大楼前持搜查令，罗伟光的指责毫无根据。警員在大樓外拉起封鎖線，並且有警方流動指揮車停泊在大樓外。而蘋果行政部通知員工，因辦公室出現突發狀況，呼籲員工暫不要上班。有員工在辦工桌前拍攝時，被警員趕離封鎖線外。而所有回到大樓上班的員工，需要向警員登記證件以至住址及電話。據了解，警員檢視的地點包括2至4樓《蘋果日報》港聞組、突發組和財經組的辦公地方。
早上近11時，黎智英被押返蘋果日報大樓位於2樓的編採部辦公室進行搜查，其後擴大封鎖線範圍。《蘋果日報》副社長陳沛敏及總編輯羅偉光要求在場監察，指警方的搜查令並不包括新聞資料，當他們防止警員查看及取走新聞材料時，約10名警察機動部隊警員將二人推開，並以「你不用動手啦」、「走啦」、「不要擋住我們的封鎖線啦」回應。其後更被一名白衫警員大聲威脅，指若拒絕離開會以阻差辦公拘捕二人。
中午12時，壹傳媒執行董事張劍虹被綁住雙手押返到大樓。經交涉後，律師代表方才可與黎、張二人接觸。而國安處高級警司李桂華見記者時，表示搜查過程順利，指不會搜查編採部門等地方的新聞材料，不過有媒體從直播片段發現，有便衣警員翻查記者工作間的文件。
12時30分，有在港聞靜態組編採部工作的編輯，突然被警員要求離開，同時兩度要求返回座位後也不可以在封鎖線內拍攝。另外，有採訪主任在工作期間，用手機拍攝《蘋果日報》社長張劍虹辦公室被警方搜查的照片時，遭警方阻止。
期間記者嘗試進入大樓3樓及4樓《蘋果日報》和壹傳媒的編採部門，但被警員以不屬於該層的員工為由阻止，並不容許攝錄。

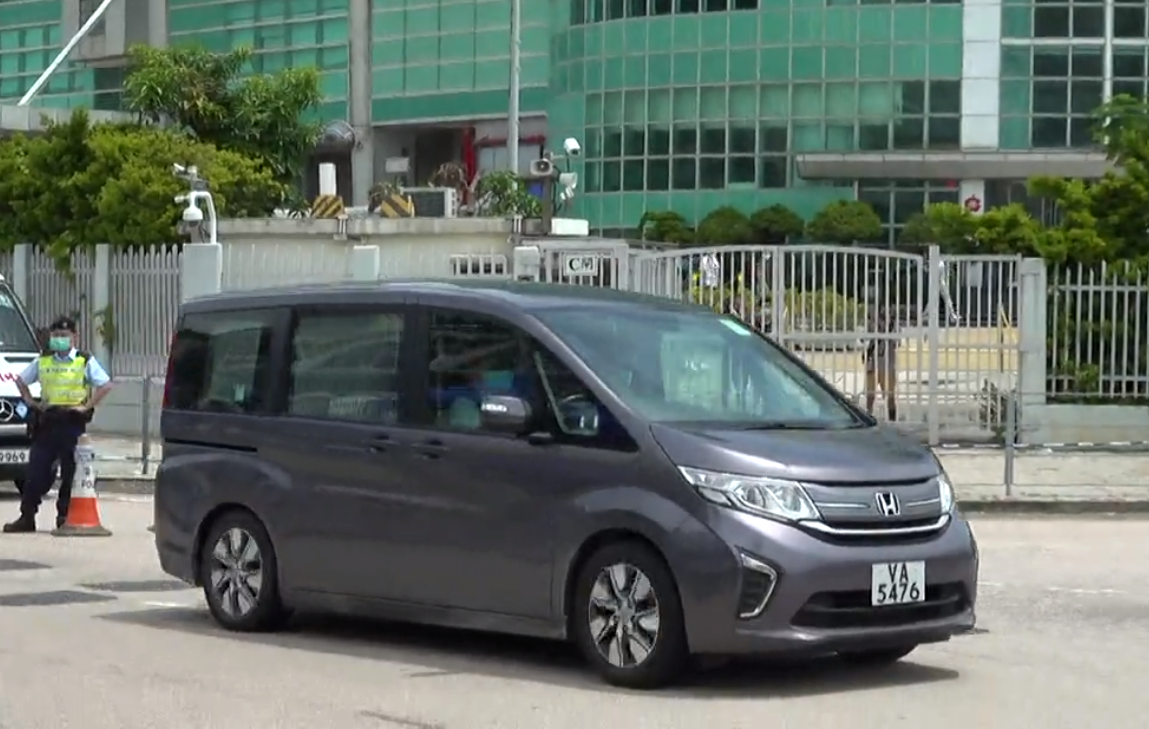
下午1時半左右，黎智英被警員押離蘋果日報大樓，登上一輛七人車離開

經過3個多小時搜查，到下午1時半左右，黎智英和張劍虹先後被警員押離蘋果日報大樓，登上一輛七人車離開。警方亦帶走25個大膠箱離開，檢走證物包括電腦主機、手機，部分膠箱貼上寫有「行政部」的貼紙，而消息指警方曾經搜查會計部及伺服器機房，並在3樓帶走一批蘋果基金日常運作文件，包括流亡海外人士的資料。證物全部送往馬鞍山警署。
下午2時，李桂華再次見記者時，表示目前已經檢走證物往警署處理，希望搜查工作盡早完成。他又指，因為被捕人士的辦公室同樣在2樓，在「無辦法」、「必須情況下」也要進行搜查，但沒有再回應其他記者提問。

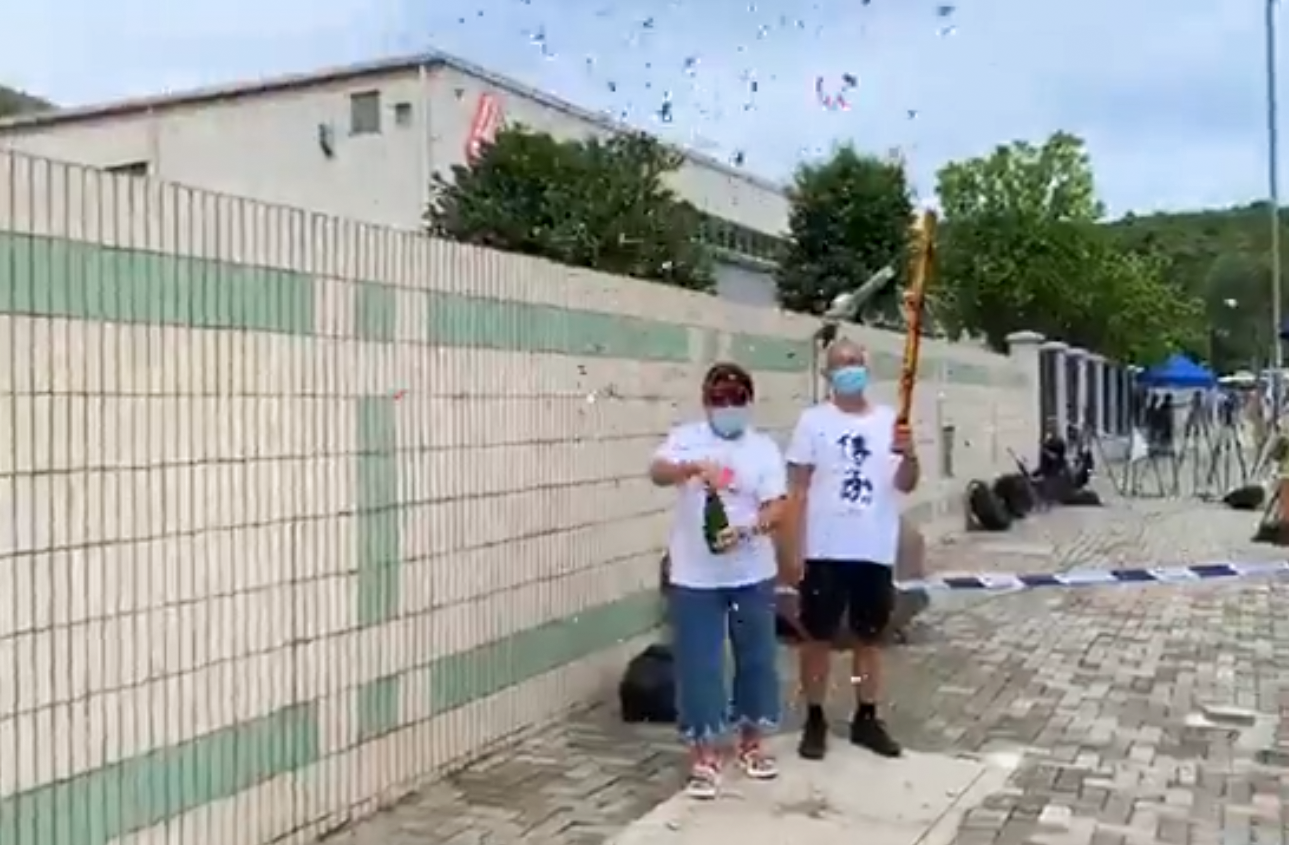
下午3時20分，傅振中等人到拿着香檳及響炮去到壹傳媒總部外慶祝黎智英被捕，最後警方指他們違反限聚令

下午3時20分，5名建制人士連同傅振中，拿着香檳酒及響炮去到蘋果日報大樓外示威，有人大叫：「《蘋果日報》應該叫『應有此報』」。但很快被警員驅趕。最後警方指他們違反限聚令，5人被票控。
傍晚5時37分，百多名警員帶同至少30個證物箱、數個手提或拖拉行李離開大樓，並將所有證物放上警方徵用的白色貨車內。

#### 調查行動
在警方搜查壹傳媒大樓之後，此案包括黎智英及周庭等10名被捕人士先被警方扣留一晚，翌晨再將黎智英帶到其名下停泊於西貢的遊艇上進行調查，被捕人士經調查後獲准保釋，但需交出旅遊證件。

#### 警方向媒體作區別對待
調查期間，警方以「本地、規模較大」、「過往警方行動中沒對警方帶來阻礙和威脅」為由，對到場採訪的傳媒機構進行篩選，據報包括《香港電台》、《立場新聞》、《香港獨立媒體》，以及海外的路透社及法新社等媒體的記者均被警方拒絕進入正門的採訪區。而香港電台視像新聞於Facebook專頁，發布一度於壹傳媒大樓外採訪被拒的短片。指傳媒聯絡隊以地方淺窄為由，只容許小部分傳媒機構到大樓門口進行採訪。記者多次詢問警方何時再安排，到中午才獲准到位於大樓車閘旁的採訪區。

### 2021年6月17日二度被搜查
2021年6月17日，警方国安处再度前往壹传媒集团大楼进行搜查，同时以“串谋勾结外国或境外势力危害国家安全罪”拘捕壹传媒行政总裁张剑虹、壹传媒集团营运总裁周达权、《苹果日报》副社长陈沛敏、总编辑罗伟光和苹果动新闻平台总监张志伟共五人，冻结《苹果日报》、苹果日报印刷公司和Ad Internet Company三家公司的共1800万港元的资产。国安处处长李桂华在大楼前会见传媒时表示，警方调查发现《苹果日报》自2019年起共刊载数十篇呼吁外国制裁香港和中国大陆的中、英文文章，认为这是采取是次搜捕行动的“强烈证据”，同时不排除随后有其他人被捕，不过他未具体点明涉事的文章。
6月18日，被警方扣留40小時的陳沛敏等三人於深夜獲釋，還有兩人被當局依國安法起訴，令她感到很難過。當她知道今天《蘋果日報》如常出版，相當感動。6月23日，日報停刊。陳沛敏被放出來後於6月24日請辭，並發出致給香港人的告別書。

## 各方反應

### 香港特別行政區

#### 警方
香港警務處在脸书发表声明强调，香港警方在2020年8月10日根据法庭手令进入及搜查将军澳一座大厦，以侦查危害国家安全罪行。警方已经向大厦内的职员展示及解释法庭手令内容，并要求大厦内的人合作，配合警方执行法庭手令。警方称，根据《香港国安法》第四十三条实施细则附表一，为侦查危害国家安全罪行，警方可向裁判官申请手令，授权警方进入指明地方及进行搜查。國家安全處高級警司李桂華表示，行動過程中不會檢取新聞材料，亦會盡量不影響傳媒機構的運作。

#### 新聞業界

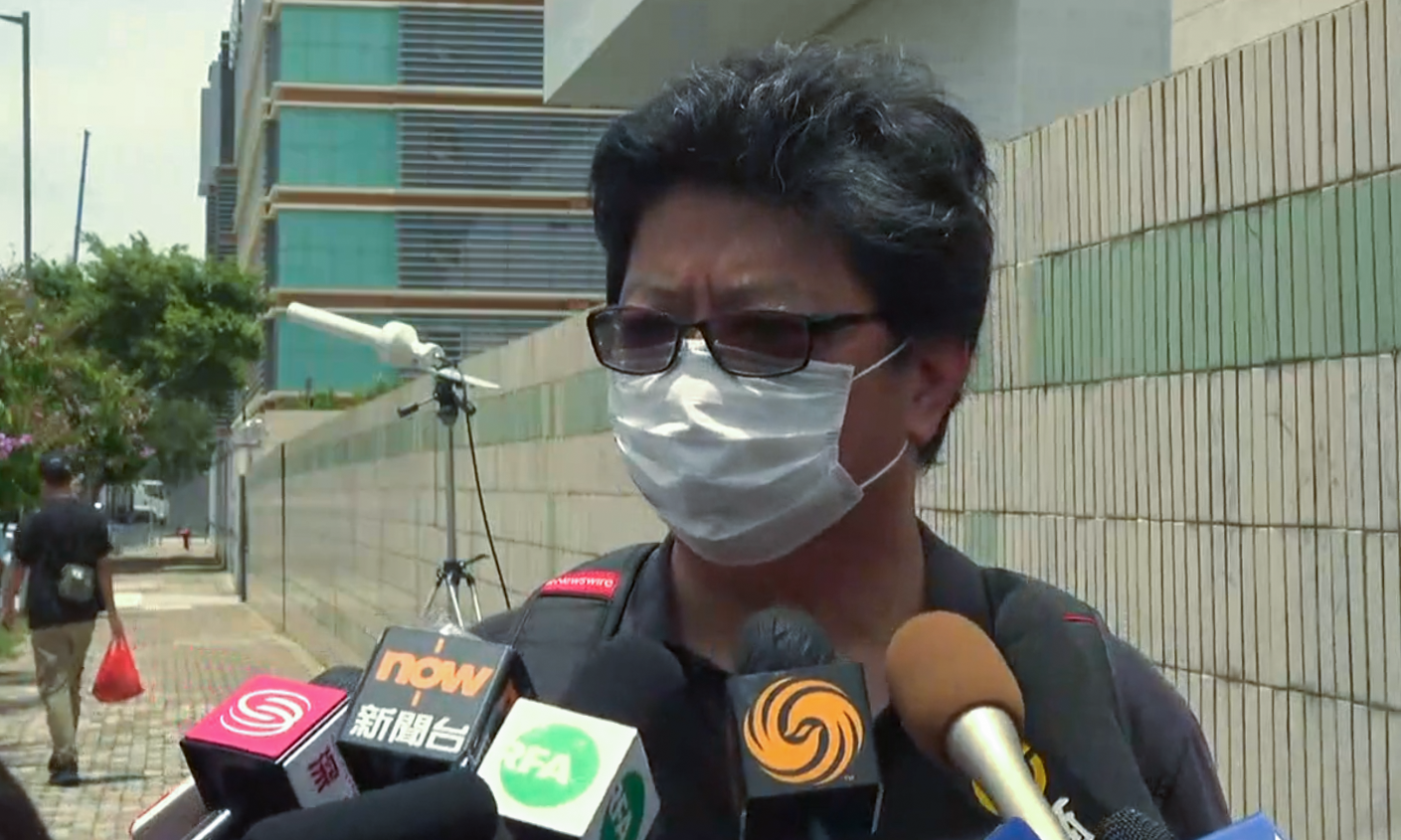
香港記者協會主席楊健興到蘋果日報大樓外見記者，形容警方行動有如在第三世界打壓傳媒及沒有新聞自由的地方，才會出現。

- 香港記者協會主席楊健興到蘋果日報大樓外，指出警員翻閱《蘋果日報》記者枱面的個人物品及採訪材料是摧毀香港的新聞自由以及製造白色恐怖的行為。他又指出類似情景過去只會在沒有新聞自由的第三世界國家出現，沒有想過香港會出現，覺得相當可悲。[15]
- 壹傳媒工會發聲明，強烈譴責警方擅自觸碰、查閱新聞材料，破壞傳媒對資料來源保密原則，嚴重侵犯新聞自由，是香港歷史上極為罕有和嚴重的事件。工會指每個部門均有清楚標示，警員絕對知道搜查範圍只限編採部門，認為警方所指定「初步審查」屬濫權行為。工會也譴責警方一度要求大樓內採訪的記者停止拍攝，質疑真正目的是要滋擾及威嚇傳媒。新聞工作者會繼續謹守崗位至最後一刻。[37]
- 香港記者協會、香港攝影記者協會、獨立評論人協會、大專新聞教育工作者聯席、眾新聞工會、明報職工協會、壹傳媒工會及香港電台節目製作人員工會發表聯合聲明，對警方拘捕傳媒創辦人及管理層，並大規模搜查大樓表示震驚。此舉將引起寒蟬效應，知情者不敢再向傳媒揭露黑幕，從而削弱傳媒的監察功用，嚴重踐踏新聞自由。要求警方盡快交代大規模搜查的目的以及法律理據，否則應立即停止搜查。[38]
- 保護記者委員會（CPJ）指黎智英被捕，證明香港《國家安全法》被用作打壓新聞自由。[39]
- 香港外國記者會發表聲明，表示警方的行動影響香港的新聞自由，並侵蝕香港的聲譽。聲明亦提及警方拒絕部分傳媒進行採訪標誌著香港新聞自由的終結。[40]外交部駐港公署反駁香港外國記者會的說法，指世界上並沒有絕對的新聞自由，不能「打着新聞自由的幌子，干預中國內政」。[41]

#### 本土派
- 天水連線在其Facebook專頁轉載《蘋果日報》的報道，批評該逮捕行動為白色恐怖。[42]該黨及後以「港共正式清算傳媒，全面封殺新聞自由」為題發表聲明，直指壹傳媒成為《國安法》立法後首間被清算的傳媒，聲明中亦批評搜查過程中警方阻止多間媒體拍攝、擅自翻閱屬於《蘋果日報》的新聞材料和文件、阻礙員工正常工作等行為，均嚴重侵犯新聞自由。[43]

- 屯門社區網絡議員張可森表示《港區國安法》在七月一日實施後執法情況越演越烈，而事件正是《港區國安法》劍指新聞自由活生生的例子，他亦質疑行動升級可能是回應國際新一輪制度的「人質外交」。[44]

#### 民主派
- 22位民主派立法會議員發表聲明，批評警方針對壹傳媒採取大規模行動，並一度拒絕出示搜查令及妨礙被捕人士的代表律師行使合法權利的做法橫蠻，形容有關行動為極其不合比例及踐踏新聞自由的粗暴行徑，是假借國家安全之名，企圖震懾第四權，促請當權者懸崖勒馬，否則只會引來更多反彈。聲明指警方國安處高級警司李桂華在壹傳媒大樓外見記者時，警方視乎傳媒本地知名度、規模以及在過往警方行動中沒有造成阻礙，決定是否准許傳媒採訪，做法極之荒謬，公然審查及侮辱傳媒，對此予以強烈譴責；並要求警方清楚交代此舉是否成為新規矩。
- 議會陣線立法會議員毛孟靜表示，警方今早突然如此大規模搜查報館，是香港新聞歷史上第一次，形容情況是不能想像。毛批評政府想藉此製造白色恐怖，令香港傳媒界出現寒蟬效應；而警方在壹傳媒大樓外篩選可走近大樓採訪的傳媒，甚至連國際傳媒到場採訪亦被阻撓，令香港變成不折不扣的警察社會。[45]
- 公民黨認為警方目的是借《港區國安法》之名，製造白色恐怖，高調打壓新聞自由及異見聲音，恐嚇市民噤聲。[46]
- 民主黨批評特區政府藉着《港區國安法》大幅收緊新聞及言論自由。
- 身處英國、被警方以涉嫌違反《港區國安法》通緝的前香港眾志創黨主席羅冠聰在Twitter發文，形容警方的拘捕行動「瘋狂」，標示「香港新聞自由之死」。[47]
- 香港支聯會主席何俊仁認為，黎智英是对中共一党专政造成威胁，而不是危害国家安全，他所做的一切，都是为中国的美好未来而奋斗[48]。

#### 建制派
- 民建聯和工聯會發聲明表示，支持警方依法執法，保障國家安全。其中工聯會形容警方「採用嚴正、果斷執法，並行使合法權力進行拘捕和搜查，以捍衛國家安全」。[49]

- 體育、演藝、文化及出版界議員馬逢國表示警方已經澄清不是干預新聞自由。同時不認同傳媒形容今日是「新聞界最黑暗一日」，指現時拘捕的只有行政人員，並非新聞前線採訪人員。[50]

### 中华人民共和国
- 國務院港澳辦在當天傍晚發稿回應事件，指會堅決支持警方的行動，指「勾結外部勢力、危害國家安全的反中亂港分子」必須依法嚴懲。稿中又称，黎智英策劃、組織、發動非法抗爭，為「港獨」勢力提供資金；批評被捕人長期充當「外國和境外勢力的政治代理人」。[51]
- 外交部發言人趙立堅稱沒有看到相關報道，但中國是法治社會而香港通過了國安法，故中央政府會支持香港特區政府依法採取行動，[52]並批評日本內閣官房長官菅義偉和美国国务卿迈克·蓬佩奥發表的涉及黎智英被捕的言論[53]。
- 官媒《環球時報》總編輯胡錫進在微博發文評論事件，指拘捕黎智英行動代表了香港政府沒有被美國的制裁嚇倒，更指「普通市民一眼就能看出黎智英是個大漢奸」，他又表示對警察「嚴格落實國安法」的支持，認為美國的制裁只是「撞在石頭上的臭雞蛋」。[54]
- 部分中國大陸傳媒以「勾结外国势力」為題發佈有關黎智英被捕報道，消息在微博等社交平台上流傳，有網民留言稱「不是不报，时辰未到」。[55]

### 中華民國
- 中華民國總統蔡英文表示，香港警方10日大動作逮捕壹傳媒集團創辦人黎智英等10人，逾200港警大規模搜索香港《蘋果日報》總部，總統府第一時間嚴厲譴責港府戕害新聞自由，蔡英文也透過Twitter發文，言明港府此舉侵蝕了香港的新聞自由、法治、人權和民主。並指香港的情勢如果繼續惡化下去，不僅會造成媒體的寒蟬效應，也會摧毀香港社會的民主法治。[56]
- 大陸委員會表示，針對上述事件譴責港府濫用惡法，打壓港人言論、新聞自由及公民權利。陸委會亦指港府侵害人權的惡質行徑，只會讓港人更加離心離德，讓中共及香港的國際形象更形不堪。[57]

- 行政院院長蘇貞昌說，中國承諾對香港五十年不變，但如今香港情勢危急受全世界抨擊。他亦指中國不該如此對待香港，台灣很關心香港情勢，呼籲中國應該信守承諾。[58]

- 時代力量發表聲明，強烈譴責中國利用《港區國安法》壓迫香港市民、打擊民主自由。聲明指，《港區國安法》的超大適用範圍，更可能使台灣人受到影響甚至被逮捕。[59]

- 台灣基進發表聲明指出，《港區國安法》授權中共對港有高度直接干預權，原在台灣享有的人身安全、言論自由一旦前往香港都會有極大不可預測性。基進黨呼籲台灣民眾若非必要，應盡可能避免前往香港。[60]

- 中央研究院台灣史研究所副研究員吳叡人直言，是次事件比美麗島事件更嚴重更嚴重，政府以國家暴力的方式攻擊《蘋果日報》，是十分糟糕的事情，又批評中國要把香港當人質，大力打擊西方國家重視的「言論自由」普世價值。[61]

### 美国
- 共和黨佛羅里達州參議員里克·斯科特在Twitter批評中共及其傀儡繼續噤聲，威嚇為民主和人權發聲的人，又指《港區國安法》是直接侵害香港自由和自治的工具。[62]

- 美国副总统迈克·彭斯在一条推文上，称该逮捕是令人反感的。彭斯在推特上说，黎智英被逮捕是“对全世界热爱自由的人们的冒犯”。他回想起在白宫与黎智英会面的经历，并说他受到黎智英坚持对民主，权利与北京承诺给予香港人自治的立场所鼓舞。并表示：“美国将继续与黎智英和所有热爱自由的香港人民站在一起。”[63]。

- 美国国务卿迈克·蓬佩奥表示，此次逮捕证明中国政府“剥夺了”香港的自由。蓬佩奥在推特上说：“关于香港根据严厉的《国家安全法》逮捕黎智英的报道，我深感不安。” “进一步证明中国共产党已经剥夺了香港的自由并侵蚀了其人民的权利。”[63]

### 英国
- 前港督彭定康在香港監察（Hong Kong Watch）發聲明表示，黎智英被指勾結外國勢力被捕，「是對香港自由和生活方式又一次嚴重打壓，是對香港目前僅餘的新聞自由受到歷來最離譜的攻擊」。[64]
- 英國現任首相鮑里斯·強森表示，壹傳媒集團創辦人黎智英被捕，顯示《港區國安法》被用作消除反對派的聲音，重申香港必須維護港人權利與自由。[65]
- 英國外交部主管亞洲事務大臣奈傑爾·亞當斯在推特表示對黎智英等人被捕深感關注。[66]

### 欧盟
- 歐盟外交事務發言人彼得·斯塔諾（Peter Stano）發表聲明，指蘋果日報大樓被搜查一事加深了《港區國安法》扼殺言論自由及新聞自由的憂慮。[67][68]
- 歐盟外交和安全政策高級代表何塞·博雷利·豐特列斯（Josep Borrell Fontelles）表示：「以勾結外國勢力為由，逮捕黎和其家人，搜查蘋果日報辦公室，這令人更加擔心北京政府使用《國安法》來壓制香港媒體的言論自由。」[69]

### 联合国
- 联合国人权事务高级专员米歇尔·巴切莱特呼吁香港当局监察并审视《港区国安法》的实施情况，如有必要应加以修改，以确保这项法例不会被滥用，限制国际法及《基本法》所保障的人权[70]。

### 日本
- 內閣官房長官菅義偉對黎智英、周庭等人被逮捕一事表達深切擔憂，表示香港是日本「極為重要的夥伴」[53][71]。

### 世界新闻组织
- 世界报业协会和世界编辑人论坛（World editors forum）针对香港国家安全部门拘捕《苹果日报》创办人黎智英表示强烈抗议。世界报业协会主席费尔南多·德·雅尔扎·洛佩兹·马德拉佐（Fernando De Yarza Lopez-Madrazo）表示，有关逮捕和突击搜查《苹果日报》总部的行动证实了人们对《港区國安法》会被用来压制民主声音和新闻界的担忧。“对于香港新闻业和新闻自由来说，这是黑暗的一天。我们强烈谴责香港国家安全部门在8月10日对公民自由的行为。这不仅会让数百万为了维护民主而在街头连续数月流落街头的居民感到不安，也会让全世界的记者和人权倡导者感到不安。这有可能加剧城市的自我审查，扼杀批评性新闻报道。”[72]

- 无国界记者组织秘书长克里斯托夫·德洛雷（Christophe Deloire）对香港警方拘捕《苹果日报》创办人黎智英和工作人员表示抗议：“香港政府通过向《苹果日报》的创始人指控与外国势力进行勾结，显然试图取缔一个象征性的新闻自由。”克里斯托夫·德洛雷敦促香港政府“撤销所有的指控，立即释放所有被告”。[73]

- 国际记者联盟（IFJ）表示，香港当局必须停止对媒体和民主支持者的一切形式的恐吓。IFJ敦促香港政府立即释放黎智英，并撤销对他的所有指控[74]。

- 保护记者委员会（CPJ）亚洲区负责人史蒂芬·巴特勒（Steven Butler）对于香港当局突然拘捕黎智英感到震惊：“媒体大亨黎智英被拘捕，证实了人们最担心的《港区安全法》会被用来压制批评性的民主主张和限制新闻自由。” 并表示“黎智英应该立即被释放，而任何指控都应被撤销。”[75] 史蒂芬·巴特勒隔日在美國华盛顿特区说：“逮捕黎智英及其儿子和壹传媒的高层人员，以及对《苹果日报》办公室的搜查，都是对香港新闻自由的残酷打击。” 他提醒“香港当局需要了解，对新闻自由的这种攻击等于对香港成功核心的攻击。”[76]

## 後續影響

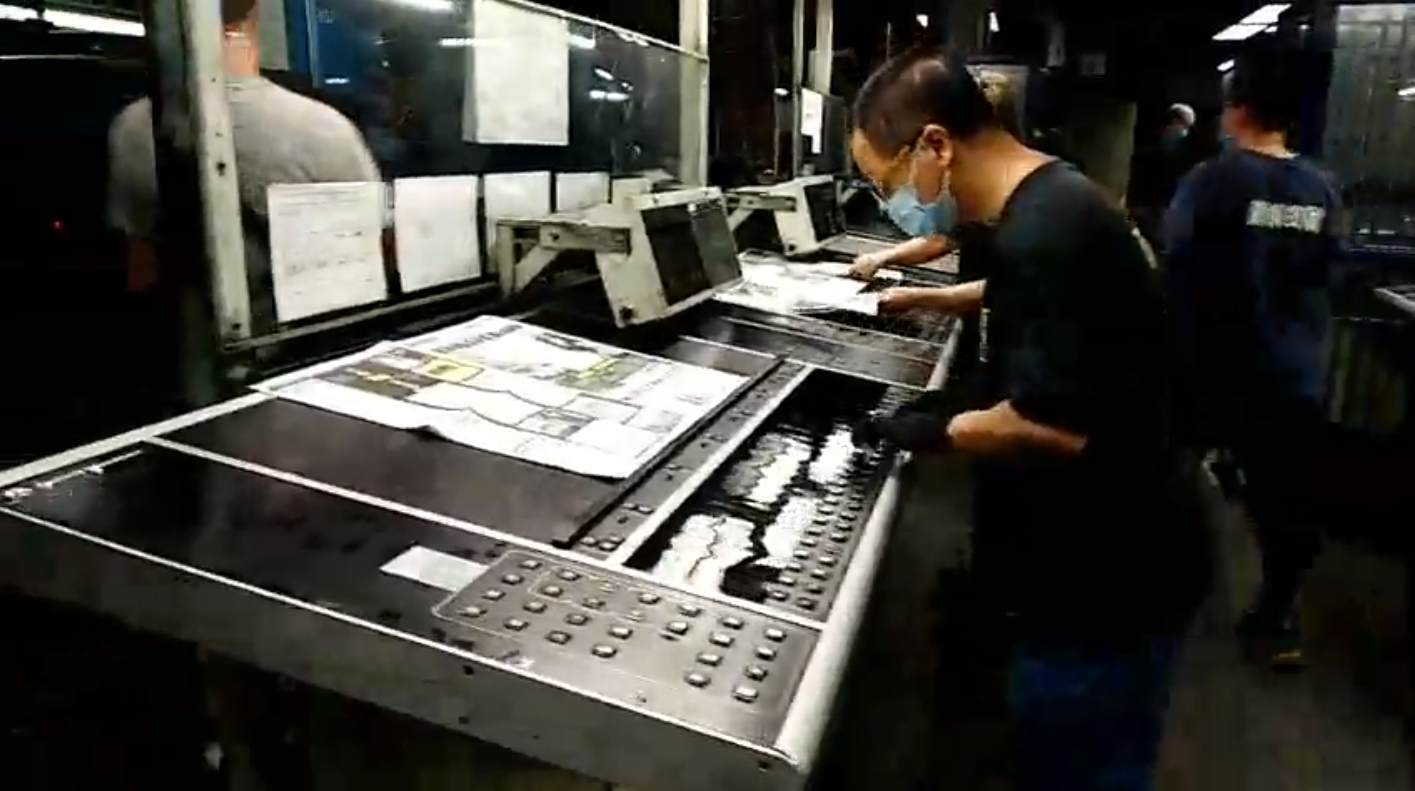
《蘋果日報》被警方搜查後，在凌晨如常出版

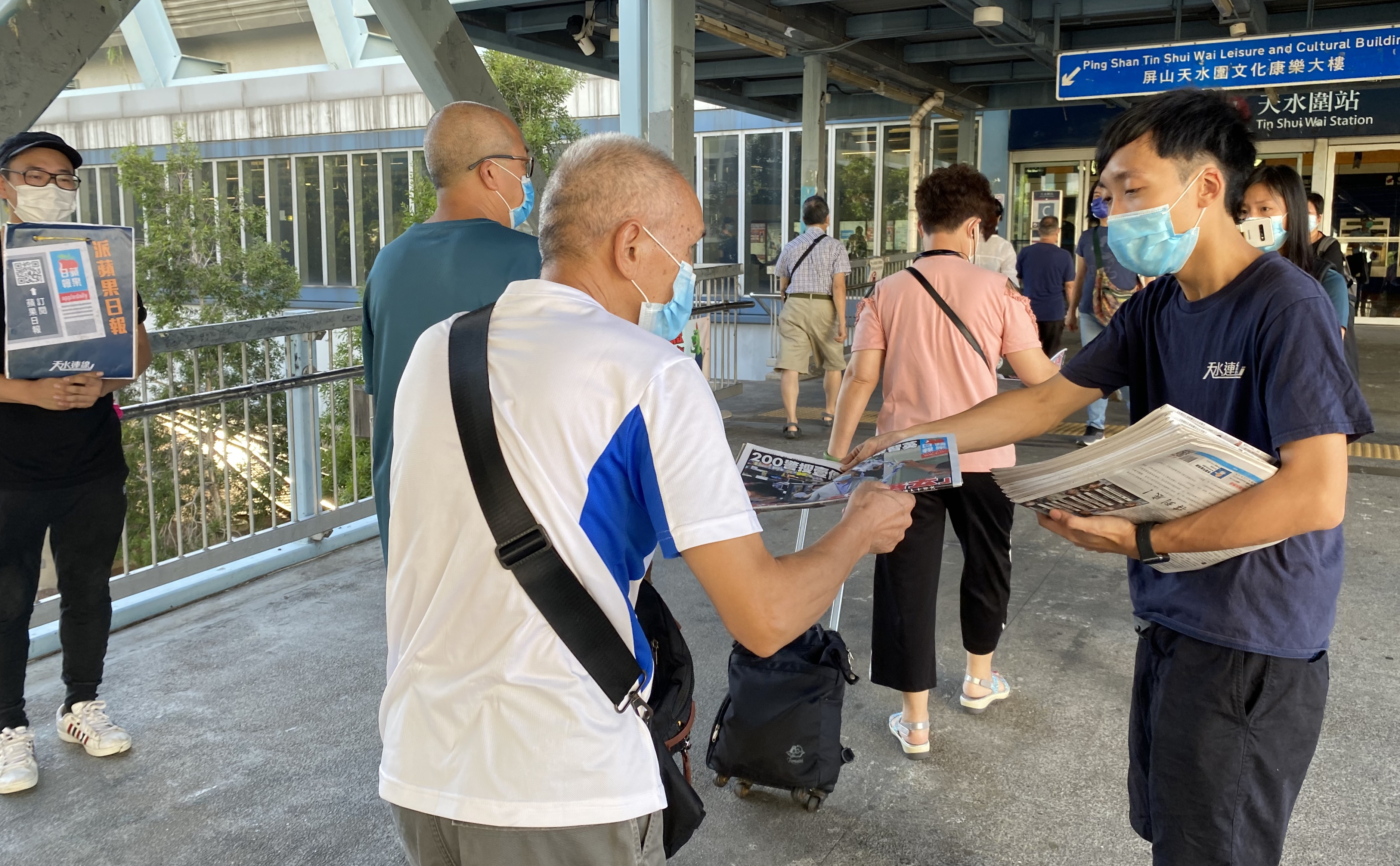
8月11日早上，元朗區議員林進（右）及多名天水連線成員8月11日早上7時開始在天水圍站，免費向市民派發超過1千份《蘋果日報》

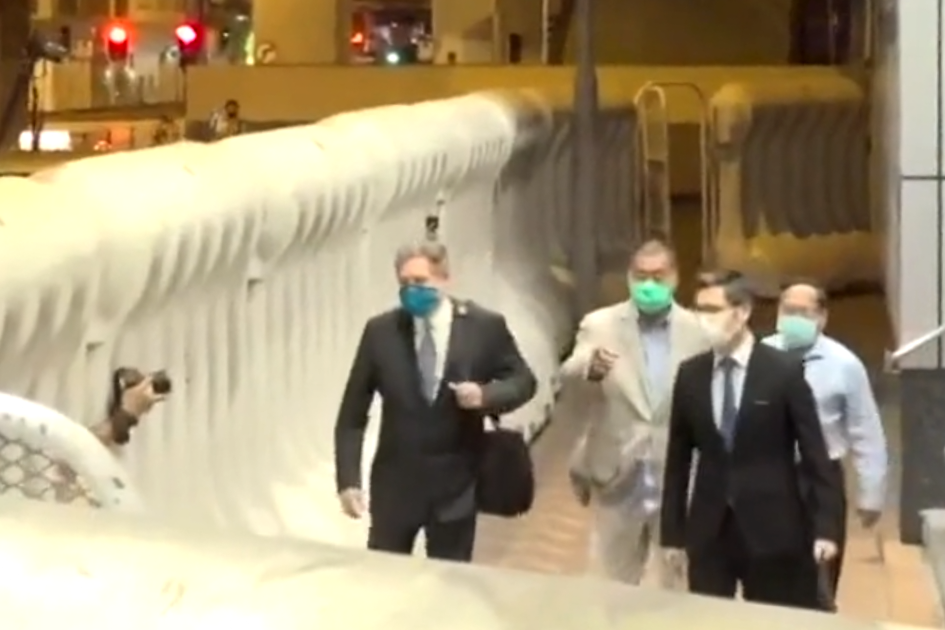
黎智英被扣查超過38個小時後，由律師陪同，在8月11日凌晨約12時離開旺角警署

在黎智英的消息被拘捕的消息傳出後，網上論壇連登、KOL「無神論者的巴別塔」、渾水等人，以及網民均發起買入壹傳媒以及訂閱蘋果日報網上版，以示支持。

### 股價一度急升 之後大倒跌
壹傳媒（港交所：00282）創辦人黎智英等7人于8月10日晨间被警方拘捕後，集團股價先跌後急升。当天上午股价一度急跌逾15%，中午時分跌幅收窄，報0.081元，0.009元，跌幅10.00%。午後股價一度大幅反彈逾3倍，最高升上0.4元高位，之後略為回落，最新報0.31元，升0.22元，升幅244.44%。
至下午2時45分，壹傳媒股價仍在高位徘徊，報0.34元，升幅近2.8倍，是今日升幅最多的港股，成交額達3.94億元，為2000年借殼上市以來最大成交。壹傳媒同時創出近3個月股價新高，市值急漲至近6.7億元。而在8月11日，壹傳媒的股價更高見1.96港元，至收市時則為1.1港元。
證券及期貨事務監察委員會因應接獲大量與壹傳媒股份價格和成交量大幅上升有關的及查詢及關注，表示該會將與香港聯合交易所要求壹傳媒向市場及時披露所有與其控制權、財務狀況和營運有關，且可能對該公司股價造成重大影響的未來發展情況及資料，並避免其證券出現虛假市場，並將繼續密切監察與壹傳媒股份有關的交易活動，而鑑於以上所述的異常升幅，投資者在買賣壹傳媒股份時務須格外審慎。
8月12日上午，壹傳媒股價一度高見1.96元，由周一低位急升最多25倍。不過到下午股價迅速倒跌，收市報0.65元，跌40.9%，成交額達17.6億元。獨立股評人David Webb於Facebook發文，指市場上買入該公司的股票的人士並非支持公司，只是支持正在沽貨（意思是对该股票不看涨，做空，让价格下来）的人。

### 搶購實體報
由於香港境內有部分民众不滿警方搜查報社的举动，引發網民呼籲於事發後翌日購買實體版《蘋果日報》以示對該報的支持。8月11日清晨2時左右，約50名市民在九龍旺角亞皆老街近西洋菜街交界處的報紙檔等候購買當日首批印刷的《蘋果日報》實體版報章，報紙檔負責人亦於報章在清晨2時10分扺達後隨即發售，期間有人一次過購買多份《蘋果日報》實體版報章，至2時35分左右，該報紙檔所發售的190份首批印刷報章已全數沽清。有人在買下大量《蘋果日報》後，放在便利店或報檔供其他市民免費取閱，但亦有人疑似取走其留下的《蘋果日報》後，便丟進回收箱。
因應市民需求，蘋果日報在事發當日晚上表示，該報於8月11日將印刷35萬份實體報章，較平日印製7萬份報章增加約五倍，再於清晨宣布加印至55萬份。
另外，多名元朗區議員組成的本土派團體天水連線，在早上7時開始，在天水圍站多個出口向市民免費派發1千份《蘋果日報》。他們派報紙的期間呼籲市民支持新聞自由。也有市民捐出十多份《蘋果日報》，以表達對當局打壓新聞自由的不滿。
事發後第三日的8月12日，當日蘋果日報之印量為25萬份，並獲阿布泰國生活百貨刊登頭版廣告。

### 市民發起和你Sing示威 多人被票控

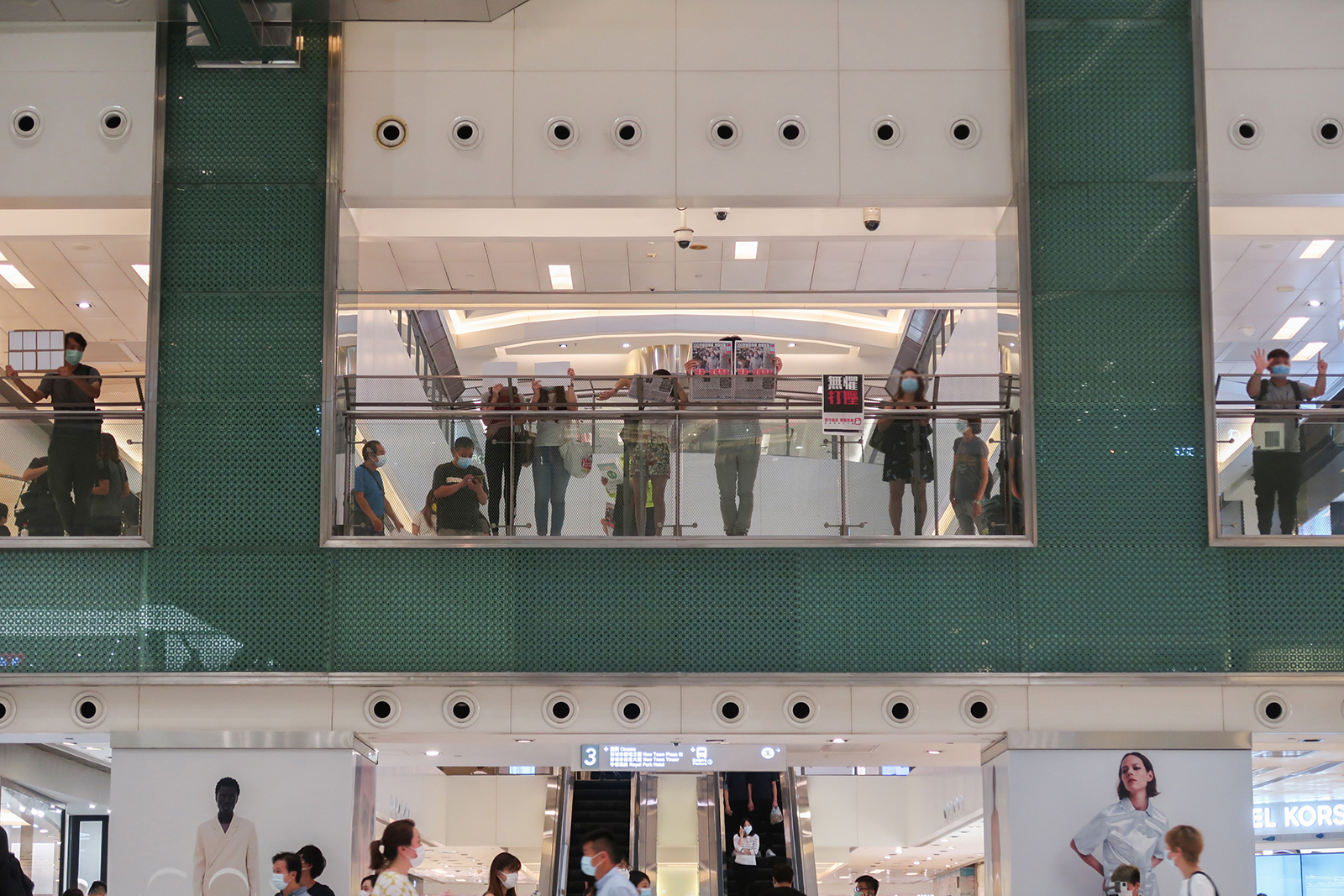
市民在新城市廣場中庭4樓高舉白紙及《蘋果日報》

8月11日傍晚6時半，網民於多區商場發起「和你Sing」行動。警方其後進入旺角朗豪坊和沙田新城市廣場進行驅散，分別向28男8女發出違反限聚令告票。警員以記者沒有香港記者協會會員證、並非受薪記者、非傳媒名單上的記者或非政府新聞處認可媒體為由，在沙田和旺角截查大批記者。有網媒記者請求同事查證後獲得放行。其中旺角至少有14名網媒記者涉違反限聚令票控。一名身處行人路邊的理大編委記者更被數名警員用膝頭和警棍制服，並壓到地上，他膝頭及手肘擦損受傷，送往廣華醫院治理。香港記者協會發聲明，強烈譴責警方濫用武力，並對警方濫發告票阻礙採訪表示不滿。

### 向法庭申請禁制令
《蘋果日報》表示，由於警方於搜查壹傳媒大樓期間檢取該報名下「蘋果日報慈善基金」之賬目，而有關文件內含新聞材料，在8月12日向法庭申請禁制令以阻止警方翻閱。而警方向《蘋果日報》發信，指部分被指涉及保密的證物會封存7日，若下星期一限期屆滿後也沒有法律行動，警方將解封文件查閲。